# Speocera decui
Espèce
Speocera decui est une espèce d'araignées aranéomorphes de la famille des Ochyroceratidae.

## Distribution
Cette espèce est endémique de Cuba.

## Publication originale
- Dumitrescu & Georgescu, 1992 : Ochyroceratides de Cuba (Araneae). Mémoires de Biospéologie, vol. 19, p. 143-153.